# Mathias Schersing
Mathias Schersing (República Democrática Alemana, 7 de octubre de 1964) es un atleta alemán retirado especializado en la prueba de 400 m, en la que ha conseguido ser medallista de bronce europeo en 1986.

## Carrera deportiva
En el Campeonato Europeo de Atletismo en Pista Cubierta de 1986 ganó la medalla de bronce en los 400 metros, con un tiempo de 47.59  segundos, llegando a meta tras su compatriota Thomas Schönlebe y el español José Alonso.
Poco después, ese mismo año, en el Campeonato Europeo de Atletismo de 1986 ganó la medalla de bronce en la misma distancia, con un tiempo de 44.85 segundos, llegando a meta tras el británico Roger Black y su compatriota alemán Thomas Schönlebe (plata con 44.63 s)